# Flagelin

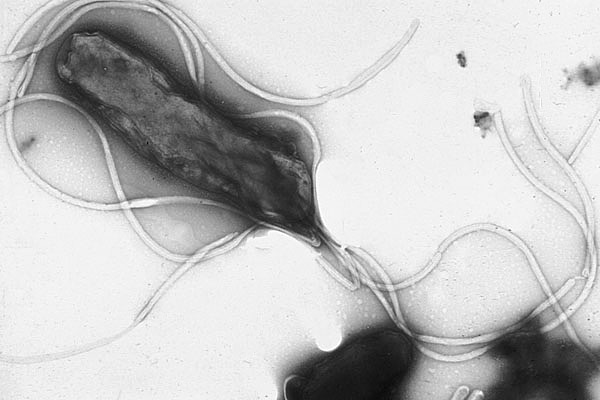
Helicobacter pylori s bičíky

Flagelin je protein tvaru dutého válce, který tvoří šroubovicová vlákna v bakteriálním bičíku, a proto je hojně procentuálně zastoupen v buňkách bičíkatých bakterií. Má hmotnost asi 30 000–60 000 daltonů.
Proti flagelinu v patogenních druzích bakterií je často nasměrována získaná imunita savců (T-buňky a protilátky). Proti tomu se některé bakterie brání přepínáním genů pro flagelin.